# Bedford
Bedford – miasto w Wielkiej Brytanii, w Anglii, ośrodek administracyjny hrabstwa Bedfordshire, w dystrykcie (unitary authority) Bedford, nad rzeką Great Ouse. W 2001 roku liczyło 82 448 mieszkańców, natomiast razem z miastem Kempston tworzy aglomerację liczącą 101 928 mieszkańców.
W pobliżu znajduje się fabryka cegieł, do której w latach 50. XX w. przyjechali pracownicy z Włoch, stanowiący dużą mniejszość w Bedford.

## Gospodarka
W mieście rozwwinął się przemysł maszynowy, elektrotechniczny, lotniczy oraz elektroniczny.

## Komunikacja
W mieście znajdują się stacje kolejowe: Bedford oraz Bedford St Johns.

## Ciekawe miejsca
- Corn Exchange
- Pomnik Johna Bunyana
- Pomnik Johna Howarda
- Pomnik Poświęcony Żołnierzom walczącym w Południowej Afryce w latach 1899-1902
- Góra Zamkowa (Castle Mound)
- Mosty: Town Bridge, Suspension Bridge, Butterfly Bridge, County Bridge
- Kościoły: św. Pawła, św. Katberta, św. Jana
- Nabrzeże Rzeki Grat Ouse i Swan Hotel
- Bunyan Meetings i Bunyan Museum

## Sport

### Piłka nożna
- Bedford Town FC

### Rugby
- Bedford Blues
- klub wioślarski Bedford Rowing Club

## Polonia
Po wstąpieniu Polski do UE wzrosła liczba Polaków zamieszkujących miasto. Funkcjonuje parafia polska, Dom Polski, stowarzyszenie kulturalno-oświatowe „The Polish Language and Culture Association” (PLCA), Klub Polski, sklepy z wyrobami z Polski.

## Miasta partnerskie
- Bamberg, Niemcy
- Arezzo, Włochy
- Rovigo, Włochy
- Włocławek, Polska